# Benedikt III.
Benedikt III., papa od 855. do 17. travnja 858. godine.